# Aigle du meilleur acteur dans un second rôle

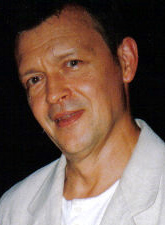
Jan Frycz

L’Aigle du meilleur acteur dans un second rôle est un des prix des Récompenses cinématographiques polonaises: Orły. Il est attribué depuis la seconde édition, et ce, chaque année par l'Académie du cinéma de Pologne depuis 2000 (pour l'année 1999).
Quatre acteurs ont été récompensés plusieurs fois:
Jacek Braciak a été récompensé 2 fois, (2002, 2011), Jan Frycz, (2003, 2004), Janusz Gajos (2000, 2009) ainsi que Arkadiusz Jakubik (2012, 2013, 2016).
L'acteur ayant été le plus souvent nommé à ce prix est Jan Frycz avec 6 nominations, suivi par Janusz Gajos, Jerzy Trela et Zbigniew Zamachowski avec 3 nominations.

Lauréats des Aigles du cinéma polonais dans la catégorie meilleur acteur dans un second rôle:

## Récompenses par année
| Année                 | Lauréat - Film - Rôle |
| --------------------- | --- |
| 1re cérémonie en 1999 | Olaf Lubaszenko - Zabić Sekala (pl) (Le Piège / Il faut tuer Sekal) : Jura Baran                                                                          |
| 2e cérémonie en 2000  | Andrzej Chyra − Dług : Gerard Nowak |
| 3e cérémonie en 2001  | Janusz Gajos − To ja, złodziej : Roman Wyskocz |
| 4e cérémonie en 2002  | Jerzy Trela − Quo vadis ? : Chilon Chilonides |
| 5e cérémonie en 2003  | Jacek Braciak − Edi : Jureczek |
| 6e cérémonie en 2004  | Jan Frycz − Pornografia (pl) : colonel Siemian |
| 7e cérémonie en 2005  | Jan Frycz − Pręgi : Andrzej Winkler |
| 8e cérémonie en 2006  | Jerzy Stuhr − Persona non grata (pl) : le conseiller d'ambassade                                                                                          |
| 9e cérémonie en 2007  | Krzysztof Kiersznowski − Statyści : Edward Gralewski |
| 10e cérémonie en 2008 | Tomasz Sapryk − Sztuczki : le père |
| 11e cérémonie en 2009 | Robert Więckiewicz − Ile waży koń trojański? : Darek |
| 12e cérémonie en 2010 | Janusz Gajos − Mniejsze zło : Mieczysław Nowak |
| 13e cérémonie en 2011 | Adam Woronowicz − Chrzest : "Gruby" |
| 14e cérémonie en 2012 | Jacek Braciak − Róża : Władek, mari d'Amelia |
| 15e cérémonie en 2013 | Arkadiusz Jakubik − Drogówka (pl) : brigadier Bogdan Petrycki                                                                                             |
| 16e cérémonie en 2014 | Arkadiusz Jakubik − La vie est belle : Paweł Rosiński |
| 17e cérémonie en 2015 | Piotr Głowacki − Bogowie : Marian Zembala |
| 18e cérémonie en 2016 | Wojciech Pszoniak − Excentrycy, czyli po słonecznej stronie ulicy (pl) : Felicjan Zuppe                                                                   |
| 19e cérémonie en 2017 | Arkadiusz Jakubik − Je suis un tueur : Wiesław Kalicki |
| 20e cérémonie en 2018 | Arkadiusz Jakubik − Cicha Noc (pl) : Zbigniew, le père d'Adam                                                                                             |
| 21e cérémonie en 2019 | Janusz Gajos - Kler : Mgr Mordowicz |
| 22e cérémonie en 2020 | Łukasz Simlat – La Communion (Boże Ciało / Corpus Christi) : Père Tomasz et Robert Więckiewicz – La Communion (Boże Ciało / Corpus Crhisti) : Père Trybus |